# V meni prevrat (film)
V meni prevrat je slovenski kratki eksperimentalni TV film iz leta 1996. 
Režiser in scenarist Marko Sosič je priredil monodramo o Srečku Kosovelu, ki jo je leta 1994 na podlagi njegovih pisem ustvaril Aleš Berger. Zgodba se dogaja večinoma na Krasu, delno pa v Ljubljani. Ljudje na prizorišču vizualizirajo sestavine sveta, o katerem govorijo pisma. V enem izmed prizorov gre čez karavana pešcev, ob njej se pojavi pripovedovalec, ki gre mednje in mimo, potem pa sam govori o poeziji, ljubljanskem malomeščanstvu, trpljenju, življenju kot romanju itd.
Film je producirala TV Slovenija v sodelovanju s kulturnim domom Srečko Kosovel. Prikazan je bil 25. maja 1996 v sežanskem kulturnem domu v okviru prireditev ob 70. obletnici Kosovelove smrti, TV premiero pa je doživel dva dneva kasneje.
Snemali so leta 1995, in sicer tri dni v Podgorju nad Črnim Kalom, nekaj prizorov pa so posneli še na ljubljanski železniški postaji in v studiih.
Poleg igralcev Alojza Sveteta in Lučke Počkaj nastopajo sodobni slovenski pesniki in mešani pevski zbor iz Divače kot statisti.

## Kritike
Jože Horvat (Delo) je pohvalil domislico s karavano, ki ponazarja romarje brez konca, čeprav se mu je najprej zdela tuja in navdahnjena iz slik z vukovarskimi begunci. Po njegovem se Kosovel tudi v Svetetovi podobi kaže kot nenavadno luciden, senzibilen, otroško čist presojevalec življenja in ustvarjalec, ki je tokrat zaradi filmske, tj. slikovne razgibanosti še posebej vznemirljiv.

## Zasedba
- Alojz Svete: Srečko Kosovel
- Lučka Počkaj
- Mila Kačič
- Dane Zajc
- Miroslav Košuta
- Marko Kravos
- Aleksander Peršolja
- Ace Mermolja
- Marij Čuk
- Tone Kuntner
- Milan Dekleva
- Mešani pevski zbor iz Divače

## Ekipa
- fotografija: Ubald Trnkoczy[2]
- kostumografija: Leo Kulaš[2]